# Monasterolo del Castello
Monasterolo del Castello (lombardul: Monestaröl) település Olaszországban, Lombardia régióban, Bergamo megyében. Lakosainak száma 1135 fő (2023. január 1.). Monasterolo del Castello Fonteno, Adrara San Martino, Spinone al Lago, Adrara San Rocco, Casazza, Endine Gaiano, Grone és Ranzanico községekkel határos.

## Népesség
A település lakossága az elmúlt években az alábbi módon változott:
| Lakosok száma | 1177 | 1147 | 1135 |
|               | 2017 | 2018 | 2023 |